# Christoph Wieland

Christoph Wieland anlässlich eines Vortrages an der Universität Freiburg, 2023

Christoph Wieland (* 24. November 1984 in Bern, von Murten) ist ein Schweizer Unternehmer, Jurist, Politiker (FDP) sowie Autor und Herausgeber. 

## Leben
Christoph Wieland ist seit 2022 Oberamtmann des Seebezirks. Zuvor war er Unternehmer und Geschäftsführer des Familienunternehmens Wielandbus AG und der Horner Reisen AG. Er hat erfolgreich eine Berufslehre als Lastwagenmechaniker bei den Freiburgischen Verkehrsbetriebe absolviert. Im Jahr 2005 besuchte er die Polizeischule und arbeitete mehrere Jahre als Polizist bei der mobilen Einsatzpolizei der Kantonspolizei Freiburg. In dieser Zeit wurde er als Polizeitaucher und Spotter (Szenenkenner für Fanverhalten anlässlich von Sportveranstaltungen) ausgebildet. Christoph Wieland hat einen Master in Rechtswissenschaften utriusque iuris der Universität Freiburg und schreibt aktuell eine Dissertation am Lehrstuhl für Strafrecht und Rechtsphilosophie von Marcel Alexander Niggli zum Thema „Bedrohungsmanagement und Prävention - Eine Studie zum Schweizer Polizeirecht“.
Von 2018 bis 2025 engagierte sich Christoph Wieland als Sicherheitsauditor beim Schweizerischen Fussballverband (SFV). Seit 2025 ist er Mitglied der KOS (Kommission Ordnung und Sicherheit) der Swiss Ice Hockey Federation (SIHF).
Christoph Wieland initiierte den Fonds Kids See/Lac, welcher durch den Lions Club 3 Seen/Lac im Jahr 2017 gegründet wurde. Mit dem Fonds werden Kinder und Jugendliche aus einkommensschwachen Familien unterstützt, um ihnen einen Zugang zu sportlichen, sozialen und kulturellen Aktivitäten zu ermöglichen.

## Politik
Christoph Wieland ist Mitglied der FDP. Er war von 2011 bis 2015 Gemeinderat von Courlevon/FR und verantwortlich für die Ressorts Sicherheit, Sozialwesen und Finanzen. Von 2015 bis 2022 war er Präsident der Fachgruppe TaxiSuisse und Mitglied des Zentralvorstandes des schweizerischen Nutzfahrzeugverbandes ASTAG. In seiner Tätigkeit war er unter anderem Mitglied der parlamentarischen Verkehrsgruppe des Bundes sowie anderen Fachgremien des ASTRA. Im Jahr 2019 war Wieland Nationalratskandidat im Kanton Freiburg und erzielte dabei ein Resultat von 8'966 Stimmen. Am 28. November 2021 wurde er im 2. Wahlgang als Oberamtmann des Seebezirks gewählt und setzte sich gegen die Kandidaten der SP, SVP und GLP durch. Bei diesem Wahlgang erzielte Christoph Wieland knapp 60 % aller Stimmen, wobei er in sämtlichen Gemeinden des Seebezirks die Mehrheit der Stimmen geholt hat.

## Autor und Herausgeber
Christoph Wieland war im Jahr 2023 am Werk "Das Schloss Murten, vom Schultheiss zum Oberamtmann" (ISBN 978-3-033-10267-5) als Herausgeber und Autor beteiligt. Das Buch widmet sich der Geschichte des Schloss Murten sowie den Funktionen des Schultheisses und den heutigen Aufgaben des Oberamtmann im Kanton Freiburg.